# Бельгия на «Евровидении-1961»
Бельгия принимала участие в Евровидении 1961, проходившем в Каннах, Франция. На конкурсе её представлял Боб Бенни с песней «September, gouden roos», выступавший под номером 11. В этом году страна заняла последнее, пятнадцатое место, получив 1 балл, как и Австрия. Комментаторами конкурса от Бельгии в этом году стали  Антон Питерс и Роберт Бивейс.

## Национальный отбор[3]
| Номер | Артист          | Песня                        | Баллы | Место |
| ----- | --------------- | ---------------------------- | ----- | ----- |
| 1     | Тони Сэндлер    | «Moeder»                     | 8     | 6-е   |
| 2     | Жак Рэймонд     | «Als je weent, als je lacht» | 40    | 2-е   |
| 3     | Джо Лееманс     | «Af en toe»                  | 33    | 3-е   |
| 4     | Боб Бенни       | «September, gouden roos»     | 60    | 1-е   |
| 5     | Luc Van Hoeselt | «Bonjour»                    | 21    | 4-е   |
| 6     | Enny Denita     | «Maandenkrans der liefde»    | 14    | 5-е   |

Национальный отбор состоялся 29 января 1961 года. Победителем стал Боб Бенни с песней «September, gouden roos», представлявший Бельгию на конкурсе в 1959 году.

## Страны, отдавшие баллы Бельгии
Каждая страна имела жюри в количестве 10 человек, каждый человек мог отдать очко понравившейся песне.
| Отдали Бельгии… |
| 1 балл          |
| --------------- |
| Люксембург      |

## Страны, получившие баллы от Бельгии
| 5 баллов | Норвегия       |
| 4 балла  | Италия         |
| 1 балл   | Великобритания |